# Ablazione transuretrale con ago
L'ablazione transuretrale con ago (in lingua inglese Transurethral Needle Ablation (TUNA)) è una tecnica che usa delle basse frequenze radio per distruggere il carcinoma della prostata. Può essere applicato con anestesia locale e senza ricovero ospedaliero in quanto i rischi sono davvero pochi; la tecnica trova applicazione anche in pazienti in cattive condizioni.

## Storia
Il sistema TUNA è stato inventato da Stu Edwards in California e prodotto da una compagnia chiamata Vidamed, fondata a Menlo Park, California dallo stesso Edwards e altri imprenditori.
La compagnia è stata quotata nello US NASDAQ Stock Market nel 1995 e acquistata dalla Medtronic nel 1996.